# Shuanglong (sockenhuvudort i Kina, Hunan Sheng, lat 29,82, long 111,90)
Shuanglong är en sockenhuvudort i Kina. Den ligger i provinsen Hunan, i den södra delen av landet, omkring 210 kilometer nordväst om provinshuvudstaden Changsha. Antalet invånare är 12 822. Befolkningen består av 6 401 kvinnor och 6 421 män. Barn under 15 år utgör 14,0 %, vuxna 15-64 år 73 %, och äldre över 65 år 12,0 %.
Runt Shuanglong är det tätbefolkat, med 356 invånare per kvadratkilometer. Närmaste större samhälle är Zhangzhuangpu, 8,8 km norr om Shuanglong. Trakten runt Shuanglong består till största delen av jordbruksmark.
Genomsnittlig årsnederbörd är 1 565 millimeter. Den regnigaste månaden är maj, med i genomsnitt 222 mm nederbörd, och den torraste är december, med 22 mm nederbörd.